# Walter Bettges
Walter Bettges (* 7. Mai 1927 in Duisburg; † 17. November 1991 in Hannover) war ein deutscher Kommunal- und Landespolitiker (SPD) und Richter.
Nach dem Jurastudium war Bettges zunächst in der niedersächsischen Finanzverwaltung tätig. 1962 wurde er Richter am Niedersächsischen Finanzgericht, später Vizepräsident des Gerichts. Im selben Jahr zog er nach Langenhagen bei Hannover und trat in den dortigen SPD-Ortsverband ein. 1968 wurde Bettges in den Rat der Stadt Langenhagen gewählt und 1969 zum Bürgermeister.
Als Bürgermeister setzte er sich erfolgreich für den Erhalt der Selbstständigkeit der Stadt Langenhagen ein: Die Stadt behielt im Zuge der niedersächsischen Verwaltungs- und Gebietsreform ihre Selbstständigkeit und wurde nicht nach Hannover eingemeindet. Stattdessen wurde die Stadt Langenhagen durch Zusammenlegung mit den angrenzenden Gemeinden Engelbostel, Godshorn, Kaltenweide, Krähenwinkel und Schulenburg politisch und wirtschaftlich gestärkt.
1972 wurde Bettges als Direktkandidat in den Niedersächsischen Landtag der 7. und 8. Wahlperiode gewählt, dem er zwischen dem 23. November 1972 bis 28. November 1975 angehörte. 1981 endete seine Zeit als ehrenamtlicher Bürgermeister.
Von 1976 bis 1991 gehörte Walter Bettges als Richter dem Niedersächsischen Staatsgerichtshof an, zunächst als Stellvertreter, ab 1979 dann als ordentliches Mitglied.
1989 wurde Bettges mit dem Bundesverdienstkreuz ausgezeichnet, 1991 zum Ehrenbürger der Stadt Langenhagen ernannt. Kurze Zeit nach dieser letzten Auszeichnung verstarb Walter Bettges am 17. November 1991 im Alter von 64 Jahren. Ihm zu Ehren trägt die Sportanlage des SC Langenhagen den Namen Walter-Bettges-Stadion.